# Клишка Њема
Клишка Њема (слч. Klížska Nemá, мађ. Kolozsnéma) насељено је мјесто са административним статусом сеоске општине (слч. obec) у округу Коморан, у Њитранском крају, Словачка Република.

## Становништво
| Година:    | 1994. | 2004.   | 2014.   | 2024.    |
| ---------- | ----- | ------- | ------- | -------- |
| Број људи: | 591   | 546     | 496     | 426      |
| Разлика:   |       | -7,61 % | -9,15 % | -14,11 % |

| Година:    | 2023. | 2024.   |
| ---------- | ----- | ------- |
| Број људи: | 429   | 426     |
| Разлика:   |       | -0,69 % |

Према подацима о броју становника из 2011. године насеље је имало 505 становника.